# Rigenerazione di cartucce
La rigenerazione di cartucce è un processo tramite il quale le cartucce di inchiostro esauste vengono ripristinate all'uso.
Stampanti (laser, ink-jet, nastro), fax e macchine da scrivere, producono cartucce esauste che sono classificate come "rifiuti speciali non pericolosi". Molte di queste cartucce possono essere rigenerate sostituendo le parti monouso come componenti ottici, toner, inchiostri e nastri. Sostituendo le parti esauste e riutilizzando i contenitori e gli ingranaggi viene quindi creato un prodotto che in termini di durata e qualità è paragonabile all'originale.

## Processo di rigenerazione
Il processo di rigenerazione avviene generalmente in quattro fasi:
- raccolta dei vuoti da rigenerare;
- selezione e test delle cartucce esauste, che passano alla fase di rigenerazione solo se posseggono i requisiti di idoneità necessari (integrità delle componenti tecniche, nessun tipo di danneggiamento alle parti di supporto né a quelle elettriche che eventualmente verranno sostituite);
- sostituzione di eventuali elementi monouso;
- ricarica delle cartucce;
- di solito un test di verifica che sancisce la qualità del prodotto in fase di stampa e lo garantisce come idoneo per la vendita.

## Vantaggi della rigenerazione di cartucce
La rigenerazione delle cartucce porta sia a un risparmio economico per l'utilizzatore finale, sia a vantaggi per l'ambiente e l'ecologia, perché permette di:
- riciclare i vuoti delle cartucce;
- non produrre altro materiale inquinante.